# Irina Zaretska
Irina Zaretska (Odessa, 4 de março de 1996) é uma carateca azeri, medalhista olímpica.

## Carreira
Em 2014, sob a bandeira da Ucrânia, conquistou o bronze na até 68 quilogramas do Campeonato Mundial de 2014 em Bremen. Em 2018, já como representante do Azerbaijão, obteve seu primeiro título dessa categoria em mundiais a derrotar a russa Victoria Isaeva na final em Madrid. Ganhou a prata nos Jogos Olímpicos de Verão de 2020 em Tóquio após confronto na decisão contra a egípcia Feryal Abdelaziz na modalidade kumite feminina acima de 61 kg.
Em 2021, foi novamente campeã mundial na até 68 quilogramas em Dubai, vencendo a italiana Silvia Semeraro na última luta. Em 2023, conquistou seu terceiro ouro da categoria em mundiais depois de derrotar a suíça Elena Quirici na final em Budapeste.